# Boimente (Vivero)
Boimente (llamada oficialmente Santo André de Boimente) es una parroquia y una aldea española del municipio de Vivero, en la provincia de Lugo, Galicia.

## Otras denominaciones
La parroquia también es conocida por el nombre de San Andrés de Boimente.

## Etimología
El origen del nombre procedería del latín (villa) Bonimentii, indicando la pertenencia a un possessor llamado Bonimentius.[cita requerida]

## Historia
Al parecer los comienzos de esta parroquia se remontan al año 862, según una inscripción en la cimentación del templo parroquial.

## Organización territorial
La parroquia está formada por treinta y ocho entidades de población, constando treinta y cinco de ellas en el nomenclátor del Instituto Nacional de Estadística español:

### Entidades de población
Entidades de población que forman parte de la parroquia:
- Abuín
- A Fonte
- A Lama
- Barreiros (Os Barreiros)
- Boimente
- Cabanas (As Cabanas)
- Casanova (A Casanova)
- Castiñeiras
- Condomiños (Condomiñas)
  - Condomiñas de Abaixo
  - Condomiñas de Arriba
- Cousos
- Cuíña
- Cullareiro (O Cullereiro)
- Fondahía (Fondaía)
- Lamas
- Leás (Os Leás)
- Morgade
- Os Loureiros
- O Marco
- Pallarega (A Pallarega)
- Penouco (O Penouco)
- Pereiro
- Piñeiro
- Pumariño (O Pumariño)
- Reboiras
- Rego Mozo (O Rego Mozo)
- Rosario (O Rosario)
- Rozada (A Rozada)

### Despoblados
Despoblados que forman parte de la parroquia:
- Balseiros
- Celeiro (O Celeiro)
- Espiño (O Espiño)
- Fontao
- Galiñeiro (O Galiñeiro)
- Iglesia (A Igrexa)
- Muíño
- Os Ramos
- Sua Iglesia (Suaigrexa)

## Demografía

### Parroquia
| Gráfica de evolución demográfica de Boimente (parroquia) entre 2000 y 2021 |
|                                                                            |
| Datos según el nomenclátor publicado por el INE.                           |

### Aldea
| Gráfica de evolución demográfica de Boimente (aldea) entre 2000 y 2021 |
|                                                                        |
| Datos según el nomenclátor publicado por el INE.                       |